# Josef Šícha
Josef Šícha (18. září 1810 Záboří nad Labem – 18. ledna 1894 Nové Dvory) byl český lékař a politik, v 60. letech 19. století poslanec Českého zemského sněmu a Říšské rady.

## Biografie
Obecnou školu vychodil v rodném Záboří nad Labem a Nových Dvorech. Absolvoval gymnázium v Německém Brodě a medicínu na Karlo-Ferdinandově univerzitě v Praze a na Vídeňské univerzitě. Od roku 1841 působil jako panský lékař u hraběte Jindřicha Chotka v Nových Dvorech. V této profesi často cestoval po Evropě. Byl osobním přítelem Karla Havlíčka Borovského a Josefa Kajetána Tyla. Byl aktivní ve veřejném životě. V období let 1850–1868 zasedal v obecním zastupitelstvu v Nových Dvorech.
Po obnovení ústavního života v Rakouském císařství počátkem 60. let 19. století se zapojil do politiky. V zemských volbách v Čechách v roce 1861 byl zvolen v kurii venkovských obcí (volební obvod Kutná Hora – Čáslav) do Českého zemského sněmu jako oficiální kandidát českého volebního výboru (Národní strana – staročeská). Na mandát rezignoval v listopadu 1866.
V téže době také zasedal v Říšské radě (celostátní zákonodárný sbor), kam ho vyslal zemský sněm roku 1861 (tehdy ještě Říšská rada nevolena přímo, ale tvořena delegáty jednotlivých zemských sněmů). Z politických důvodů se ovšem nedostavil do parlamentu, přičemž dopis v tomto smyslu byl na schůzi Říšské rady 5. prosince 1864 vyhodnocen jako rezignace na mandát.
Zasloužil se o vznik rolnické školy v Kutné Hoře. Roku 1885 odešel do penze a léčil chudé. Odkázal jmění na školní potřeby pro chudé děti z Nových Dvorů a založil stipendia pro chudé studenty na kutnohorské reálce a německobrodském gymnáziu. V roce 1891 byl jmenován čestným členem České akademie věd a umění. Na sklonku života věnoval akademii 50 000 zlatých, z nichž byl zřízen fond na podporu lékařské vědy. V závěti pak akademii odkázal dalších 18 000 zlatých. V obci Nové Dvory mu byla na jeho bývalém domě (nyní hotel U Rudolfa) odhalena roku 1910 pamětní deska.